# Corythoichthys benedetto
Corythoichthys benedetto és una espècie de peix de la família dels singnàtids i de l'ordre dels singnatiformes.

## Morfologia
- Els mascles poden assolir 6,8 cm de longitud total.[4]

## Hàbitat
És un peix marí de clima tropical i associat als esculls de corall que viu entre 5-15 m de fondària.

## Distribució geogràfica
Es troba des de Bali i el sud de Sulawesi (Indonèsia) fins al nord de Papua Nova Guinea.